# Domanín (district de Jindřichův Hradec)
Pour les articles homonymes, voir Domanín.
Domanín (en allemand : Domanin) est une commune du district de Jindřichův Hradec, dans la région de Bohême-du-Sud, en République tchèque. Sa population s'élevait à 390 habitants en 2020.

## Géographie
Domanín se trouve à 5 km au sud-ouest du centre de Třeboň, à 19 km à l'est de České Budějovice, à 28 km au sud-ouest de Jindřichův Hradec et à 125 km au sud-sud-est de Prague.
La commune est limitée par Třeboň au nord, à l'est et au sud-est, par Jílovice au sud et par Libín à l'ouest.

## Histoire
La première mention écrite du village date de 1367.

## Source
- (cs) Cet article est partiellement ou en totalité issu de l’article de Wikipédia en tchèque intitulé « Domanín (okres Jindřichův Hradec) » (voir la liste des auteurs).